# U-42 (1939)
U-42 – niemiecki okręt podwodny (U-Boot) typu IX A z okresu II wojny światowej. Okręt wszedł do służby w 1939.

## Historia
Zamówienie na budowę okrętu podwodnego zostało złożone w stoczni AG Weser w Bremie 21 listopada 1936. Rozpoczęcie budowy okrętu miało miejsce 21 grudnia 1937. Wodowanie nastąpiło 16 lutego 1939, wejście do służby 15 lipca 1939.
Okręt wchodził w skład 6. Flotylli U-Bootów; dowódcą został Kptlt. Rolf Dau. Odbył jeden patrol bojowy, podczas którego uszkodził brytyjski frachtowiec „Stonepool” (4803 BRT).
Zatopiony 13 października 1939 bombami głębinowymi na południowy zachód od Irlandii przez niszczyciele HMS „Imogen” i HMS „Ilex”; zginęło 26 członków załogi, uratowano 20.